# Hypomecis gnopharia
Hypomecis gnopharia är en fjärilsart som beskrevs av Achille Guenée 1858. Hypomecis gnopharia ingår i släktet Hypomecis och familjen mätare. Inga underarter finns listade i Catalogue of Life.